# Rotrückenammer

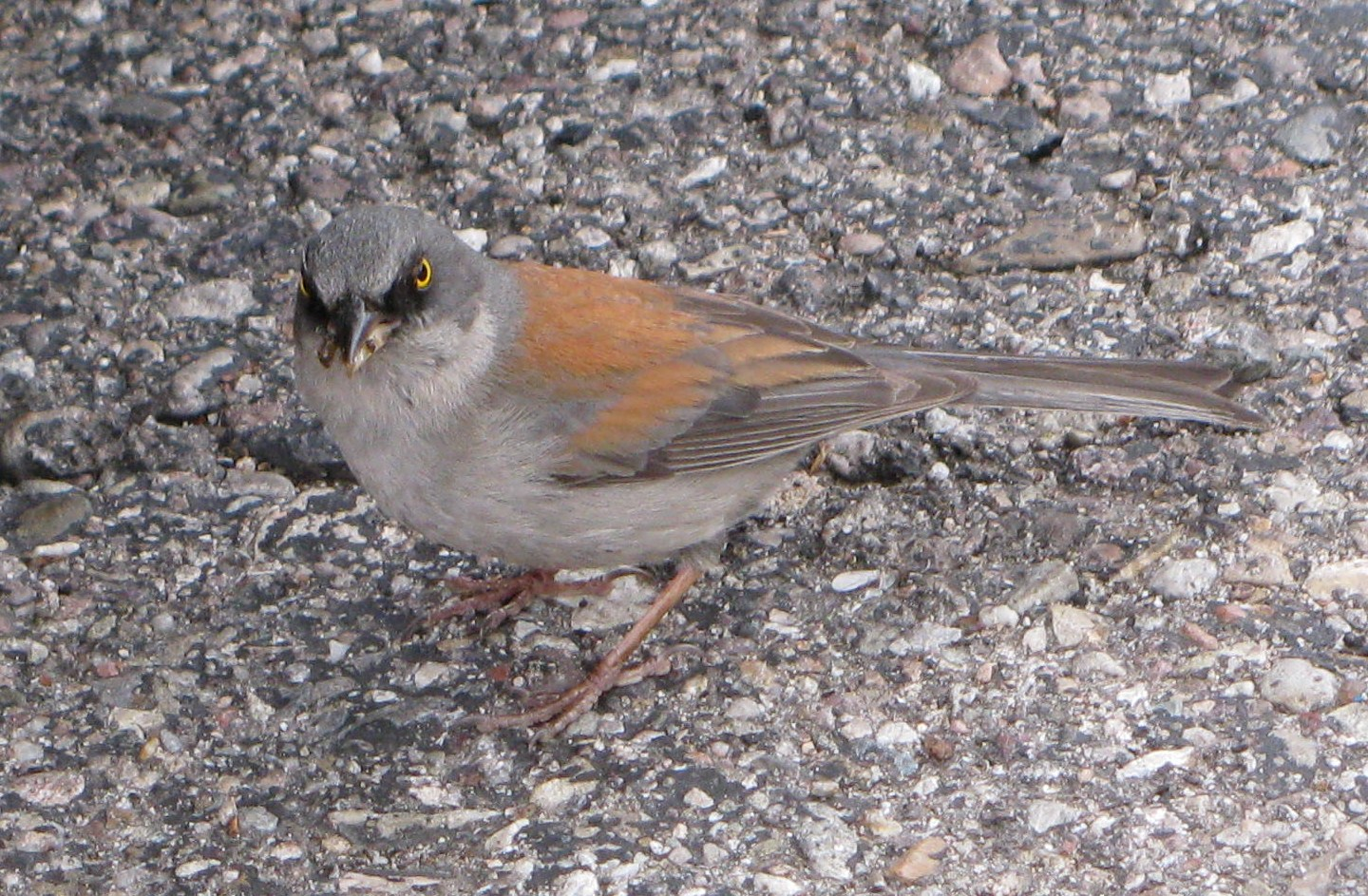
Rotrückenammer in Arizona

Die Rotrückenammer (Junco phaeonotus) ist eine in Nord- und Mittelamerika vorkommende Singvogelart aus der Familie der Neuweltammern (Passerellidae).

## Merkmale
Adulte Rotrückenammern erreichen im Durchschnitt ein Gewicht von 20 Gramm. Der Kopf, der Bürzel sowie die Flügel und die Steuerfedern sind dunkelgrau, die Zügel schwarz, Kehle, Brust, Bauch und Flanken sind hellgrau gefärbt. Der Rücken, ein Schulterfleck sowie einzelne Handschwingen haben eine rotbraune Farbe. Der Oberschnabel ist schwarzgrau, der Unterschnabel gelblich, Beine und Füße sind rosafarben. Die Iris ist arttypisch gelb. Die Art wird im englischen Sprachgebrauch deshalb Yellow-eyed junco (Gelbaugenjunko) genannt.

## Lautäußerungen
Der Gesang der Rotrückenammer ist ein variables „Tschilpen“.

## Verbreitung und Lebensraum
Das Verbreitungsgebiet der Rotrückenammer erstreckt sich vom Süden der US-Bundesstaaten Arizona und New Mexico bis nach Mexiko und Guatemala. Er lebt bevorzugt in Nadelwäldern.

## Lebensweise
Die Vögel halten sich überwiegend am Boden auf, wo sie auch nach Nahrung suchen. Diese besteht in erster Linie aus Samen sowie zuweilen aus verschiedenen Insekten und Beeren.
Nach der Paarung wird ein schalenförmiges Nest gebaut und versteckt auf dem Boden oder in niedrigem Buschwerk positioniert. Es wird vom Weibchen aus vertrockneten Gräsern und Tierhaaren gefertigt. Das Männchen beteiligt sich nur in geringem Umfang am Nestbau. Die Gelegeanzahl besteht aus drei bis vier, selten fünf Eiern, die blass grau bis weißlich blau gefärbt sind und einige kleine rotbraunen Flecke zeigen. Es werden zwei bis drei Bruten pro Jahr ausgeführt.  Die Brutzeit, die das Weibchen allein verrichtet beträgt 15 Tage. Beide Eltern füttern die Nestlinge, die nach rund zehn Tagen ausfliegen und danach noch einige Zeit weiter versorgt werden.

## Gefährdung
Die Rotrückenammer ist in ihren Verbreitungsgebieten nicht selten und wird demzufolge von der Weltnaturschutzorganisation IUCN als  „least concern = nicht gefährdet“ klassifiziert. Er ist vom United States Fish and Wildlife Service gemäß dem Migratory Bird Treaty Act geschützt.

## Unterarten
Folgende Unterarten werden unterschieden:
- Junco phaeonotus alticola Salvin, 1863
- Junco phaeonotus bairdi Ridgway, 1883
- Junco phaeonotus fulvescens Nelson, 1897
- Junco phaeonotus palliatus Ridgway, 1885
- Junco phaeonotus phaeonotus  Wagler, 1766